# Brezje v Podbočju
Brezje v Podbočju – wieś w Słowenii, w gminie Krško. W 2018 roku liczyła 38 mieszkańców.